# Skuter (motocikel)
Skuter (ang.: Scooter) je vrsta motocikla z manjšimi kolesi in prostorom za noge na sredini, ki naj ne bi dosegal večjih hitrosti.
V Evropi so še vedno pogosti skuterji italijanske znamke Vespa, ki jih od leta 1946 izdelujejo v današnjem koncernu Piaggio & Co. SpA.

## Etimologija
Poimenovanje za tovrstne motocikle je prevzeto iz angleščine, iz glagola scoot, s pomenom »zdrveti, ucvreti jo«.

## Opis
Skuter je največkrat enosledni motocikel z dvemi kolesi, namenjen prevozu ene ali dveh oseb. Voznik na skuterju sedi podobno kot na stolu, ker ima dovolj prostora za noge med sprednjim in zadnjim delom vozila, za razliko od skoraj ležečega položaja na sedežu večjega motocikla. Za skuter so značilna kolesa manjših dimenzij, med 25 in 40 cm v premeru. Pogonski agregat (največkrat gre za zračno hlajeni dvotaktni motor) se nahaja nad ali ob zadnjem kolesu. 
Med novejše skuterje se uvrščajo tudi trisledni motocikli s tremi kolesi, z dvemi sprednjimi in enim zadnjim.
Tudi v Sloveniji so skuterji med najbolj popularnimi prevoznimi sredstvi, posebej v poletnih mesecih. Temu pripomorejo relativno ugodna cena, mala poraba goriva in dejstvo, da skuter potrebuje zelo mali parkirni prostor. 
Za vožnjo skuterjev z delovno prostornino motorja do 50 ccm zadostuje vozniško dovoljenje za avtomobile "B" kategorije, za vožnjo močnejših skuterjev pa dovoljenje za motocikle "A" kategorije. 
Danes se proizvajajo, poleg standardnih skuterjev do 50 ccm in 125 ccm, tudi močnejši, t.i. maksi skuterji, s štiritaktnimi pogonskimi agregati do 250 ccm in močnejšimi, kot sta Piaggiov Beverly i XEvo in Gilerin Nexus.

## Zgodovina
Ob koncu 50. let minulega stoletja so bili v Evropi najbolj priljubljeni skuterji prostornine do 50 cm³. Tudi v Tomosu so na podlagi sklenjene licenčne pogodbe proizvajali skuterje Colibri (Puch RL 125, Puch SR in Puch 150), ki so bili v celoti Puchov licenčni izdelki.

## Znani proizvajalci skuterjev
- Aprilia
- Baotian
- Derbi
- Gilera
- Kymco
- Malaguti
- Peugeot
- Piaggio / Vespa
- SYM
- Yamaha
- TGB